# Stellatumblockade
Eine Stellatumblockade ist die gezielte lokale Leitungsanästhesie des Ganglion stellatum. Sie wird zur Lösung arteriovenöser Krämpfe (Gefäßspasmen) angewendet, da Blutgefäße sympathisch innerviert werden. Durch diese Blockade kommt es zu einer Vasodilatation im gesamten Einzugsgebiet, zu einer verminderten Schweißsekretion (Anhidrosis) und einem Horner-Syndrom. Letzteres ist ein Zeichen für die erfolgreiche Durchführung der Blockade.
Aufgrund der Vasodilatation kann die Stellatumblockade zur Behandlung von akuten lokalen Erfrierungen eingesetzt werden.
Bei Migräne und halbseitigen Kopfschmerz findet sie gleichfalls Anwendung, weiterhin bei Beschwerden nach einem Schädel-Hirn-Trauma, Osteochondrose der Halswirbelsäule, Periarthritis des Schultergelenks sowie Trigeminus- und Zosterneuralgie. Eine chirurgische Ausschaltung des Ganglion stellatum ist das letzte Mittel der Wahl bei einem Morbus Raynaud.